# Cardinalis
Cardinalis é um género de ave da família Cardinalidae.

## Espécies
- Cardinalis cardinalis (Linnaeus, 1758)
- Cardinalis sinuatus Bonaparte, 1838
- Cardinalis phoeniceus Bonaparte, 1838